# Holopogon mica
Holopogon mica là một loài ruồi trong họ Asilidae. Holopogon mica được Martin miêu tả năm 1967. Loài này phân bố ở vùng Tân Bắc giới.